# Lars van der Haar
Lars van der Haar (ur. 23 lipca 1991 w Amersfoort) – holenderski kolarz przełajowy i szosowy, wielokrotny medalista mistrzostw świata.

## Kariera
Pierwszy sukces w karierze Lars van der Haar osiągnął w 2011 roku, kiedy zdobył złoty medal w kategorii U-23 podczas przełajowych mistrzostw świata w St. Wendel. Wynik ten powtórzył na rozgrywanych rok później mistrzostwach świata w Koksijde. W 2013 roku, już w kategorii elite, zdobył brązowy medal na mistrzostwach świata w Louisville. W zawodach tych wyprzedzili go jedynie dwaj Belgowie: Sven Nys oraz Klaas Vantornout. Kilkakrotnie zdobywał medale mistrzostw kraju w różnych kategoriach wiekowych. W sezonie 2012/2013 Pucharu Świata w kolarstwie przełajowym był czwarty w klasyfikacji generalnej. Rok później okazał się najlepszy, wyprzedzając Niemca Philippa Walslebena i Belga Nielsa Alberta. Brał też udział w wyścigach szosowych, jednak bez większych sukcesów.